# 김준범 (1986년)
김준범(한국 한자: 金峻範, 1986년 6월 23일 ~ )은 대한민국의 전 축구 선수이며, 포지션은 미드필더였다.